# Accident d'un B-52 à Yuba City
L'accident d'un B-52 à Yuba City fait référence à un accident d'avion qui se produit près de Yuba City en Californie le 14 mars 1961. Le bombardier Stratofortress B-52F-70-BW de l'United States Air Force, numéro de série 57-0166, c/n 464155 transportant deux armes nucléaires quitte la base de Mather Air Force près de Sacramento. Selon le rapport officiel de l'Air Force, l'avion subit une décompression incontrôlée qui l'oblige à descendre à 10 000 pieds (3 048 m) afin de rétablir la pressurisation normale. L'augmentation de la consommation de carburant causée par le fait de devoir voler à une altitude plus basse, combinée à l'incapacité à être ravitaillé par un avion ravitailleur, a causé la panne de carburant de l'avion. L'équipage s'est éjecté en toute sécurité, puis l'avion sans pilote s'écrase 24 km à l'ouest de la ville de Yuba, arrachant les armes nucléaires de l'avion à l'impact.   
Cependant, dans un livre de 2012, Earl McGill, un pilote retraité du SAC sur B-52, affirme que l'équipage, après une session de ravitaillement en vol qui a fourni un carburant inadéquat, a refusé l'offre d'un ravitaillement en vol supplémentaire et imprévu, contourné les pistes d'atterrissages d'urgence et a manqué de carburant. L'équipage s'éjecte, l'avion se disloque et quatre armes nucléaires à bord sont libérées. Les multiples verrouillages de sécurité des armes empêchent à la fois une explosion nucléaire et la libération de matières radioactives. McGill, sur la base de son expérience SAC, attribue aux défaillances du personnel navigant l'utilisation de la dexédrine pour surmonter la fatigue lors du vol de 24 heures précédant l'accident.
Les armes n'explosent pas car leurs dispositifs de sécurité fonctionnent correctement. Un pompier est tué et plusieurs autres blessés dans un accident de la route alors qu'il se rendait sur les lieux de l'accident.